# 青山麻紀子
青山 麻紀子（あおやま まきこ、10月9日 - ）は岡山県倉敷市出身の舞台俳優。劇団boku-makuhari、レトル所属。
日本女子大学家政学部家政経済学科卒業。身長149cm、体重41kg、A型。1994年に友人の薦めにより、劇団青年団主宰、平田オリザ 「転校生」のオーディションを受ける。岩崎裕司主宰のboku-makuhariの主要メンバーであった。2011年以降、女優活動停止。

## 人物
- 自身のblogをドブログと呼び、マッキー節とも呼べる「〜氏」「〜嬢」、句読点の多い特異な文章を書く。
- 日本女子大学の先輩にあたる笠木泉と「アゴーズ」と呼び合っているほど、アゴを意識している。
- マドンナが好きで、いつもマドンナの話をしている。
- 漫画家の川原泉ファン。
- フィギュアスケートファン。
- 『割りと分別がある』『割りと品性がある』
- 特技はピアノと琴、趣味はフィギュアスケート

## 主な舞台出演作品
- 青山円形劇場プロデュース「転校生」＜作・演出 平田オリザ＞
- 青年団「海よりも長い夜」全国ツアー[1]
- 青年団「東京ノート」ヨーロッパツアー/香港・オーストラリアツアー
- KAKUTA花やしき公演「ムーンライトコースター」＜作・演出 桑原裕子＞
- KAKUTAダブルキャスト公演「北極星から十七つ先」＜作・演出 桑原裕子＞[2]
- ハイバイ「て」＜作・演出 岩井秀人＞[3]
- HAMAYONS(ハマヨンズ) 「ハマヨンズの冒険」<作・演出 西山聡>

## 舞台以外の仕事
- 明治製菓、MTV等でナレーションや着ボイスを配信